# Foubando

## Géographie
Foubando se trouve à environ 12 km au nord-ouest de Bouroum, le chef-lieu du département, à 15 km au nord-est de Pensa et à environ 60 km au nord-est de Tougouri.

## Économie
L'agro-pastoralisme est la principale activité du village.

## Éducation et santé
Le centre de soins le plus proche de Foubando est le centre de santé et de promotion sociale (CSPS) de Bouroum tandis que le centre médical (CM) de la province se trouve à Tougouri. En février 2021, un appel d'offres pour la construction d'un CSPS à Barga II est lancé.
Foubando possède une école primaire publique.